# سید نوید سیدعلی‌اکبر
سیّد نوید سیّد علی‌اکبر (۱۵ مرداد ۱۳۶۲، شهر ری) نویسنده و مترجم ایرانی حوزهٔ کودک و نوجوان و در حال حاضر مدیر محتوایی انتشارات هوپا و سردبیر مجله هوپا است.
وی در روز ۲۴ مهر ۱۴۰۱ و در جریان خیزش ۱۴۰۱ ایران پس از یورش مأموران امنیتی و لباس شخصی‌ها به منزلش بازداشت شد.
نوید سیدعلی‌اکبر در تاریخ ۱۴ آبان ۱۴۰۱ از زندان اوین به قید وثیقه آزاد شد.

## زندگی
سیّد نوید سیدعلی‌اکبر در ۱۵ مرداد ۱۳۶۲ در شهر ری متولد شد. او از هفت سالگی نوشتن را شروع کرد و اولین داستانش در مجلهٔ «عروسک سخنگو» چاپ شد. از چهارده سالگی عضو ثابت تحریریهٔ ماهنامهٔ عروسک سخنگو شد. در بیست‌سالگی اولین کتابش «ماه می‌خواهد پلنگ را بدزدد، پلنگ می‌خواهد ماه را بدزدد.» در انتشارات علمی فرهنگی چاپ شد.
او تا کنون بیش از سی کتاب نوشته و چاپ کرده و جوایز ادبی زیادی را در ایران از آن خود کرده. به جز نوشتن، ترجمه، ویراستاری، مقاله‌نویسی و روزنامه‌نگاری هم می‌کند. تدریس داستان‌نویسی به بزرگسالان و نوجوانان از دیگر فعالیت‌های اوست. هم‌اکنون سیدعلی اکبر سرویراستار و مدیر فرهنگی انتشارات هوپا است. وی همچنین از اعضای اصلی هیئت‌مدیرهٔ انجمن نویسندگان کودک و نوجوان نیز هست.
در شهریور ۱۳۹۵ گروه بررسی نشریات شورای کتاب کودک، به‌طور ویژه از سید نوید سیدعلی‌اکبر، نویسنده داستان‌های کودک و نوجوان تقدیر کرد.

### بازداشت در جریان اعتراضات سراسری ۱۴۰۱ ایران
سید علی اکبر در اوج اعتراضات سراسری پس از کشته‌شدن مهسا امینی در روز بیست و چهارم مهرماه سال ۱۴۰۱ توسط نیروهای امنیتی بازداشت و به مکان نامعلومی منتقل شد. مأموران در زمان بازداشت، ضمن تفتیش منزل وی شماری از وسایل شخصی و دیجیتال وی و همسرش را ضبط کرده و با خود بردند.
اعظم مهدوی، همسر نوید سیدعلی اکبر ضمن تأیید این خبر در حساب کاربری‌اش در توییتر نوشت: «حوالی ظهر امروز، یکشنبه ۲۴ مهرماه، ۵ نفر با لباس شخصی به خانه ما آمدند و بعد از تجسس منزل و صورت جلسه کردن، همسرم نوید سیدعلی اکبر را به همراه وسایل شخصی شامل گوشی، لپ تاپ، فلش و کامپیوتر، همچنین کامپیوتر شخصی من را با خود بردند.»
این نویسنده کودک و نوجوان یکی از امضاکنندگان «بیانیه دوم گروهی از فعالان ادبیات و هنر کودک و نوجوان» در ایران در واکنش به سرکوب اعتراضات و کشتن نوجوانان بود. در این بیانیه که سه روز پیش از دستگیری وی منتشر شده بود آمده: «ما فعالان کتاب و ادبیات و هنر کودک و نوجوان هشدار می‌دهیم که چشم‌پوشی از رفتارهای ضدقانون از سوی مجریان قانون و بی‌توجهی به حقوق شهروندی و ناامن کردن فضا و محیط‌های آموزشی پیامدهای بسیار سنگین و جبران‌ناپذیر و غیرقابل توجیهی خواهد داشت.»
به گفته حساب توئیتری اعظم مهدوی نهاد بازداشت‌کننده این نویسنده و مترجم وزارت اطلاعات و محل بازداشت وی زندان اوین است. تاکنون از دلایل بازداشت و اتهامات مطروحه علیه این ایشان اطلاعی حاصل نشده‌است.
نوید سیدعلی‌اکبر در تاریخ ۱۴ آبان ۱۴۰۱ از زندان اوین به قید وثیقه آزاد شد.

## دربارهٔ آثار
سیدعلی‌اکبر نویسنده‌ای پیچیده‌است که هم در اندیشه مدرن است و هم در سبک نوشتن. گاهی نویسنده‌ای می‌تواند فرد مدرن‌اندیشی باشد، اما در سبک داستانی سنت‌گرایی را پیشه کند؛ اما سیدعلی‌اکبر در هر داستانی چه فانتزی و چه داستان‌هایی که نشانه‌ای از واقع‌گرایی جادویی را در خود بازتاب می‌دهند، سبک‌های مدرن را برگزیده است.
از جنبه گونه‌شناسی سیدعلی‌اکبر سراغ هر گونه‌ای از نوشتن در این حوزه رفته‌است، در آن‌گونه هم توانایی خود را نشان داده‌است. از واقع‌گرایی جادویی تا فانتزی‌های ناب. سیدعلی‌اکبر هنگامی‌که فانتزی می‌نویسد نیز مانند فانتزی کوتاه «بابای من با سس خوشمزه است» افزون بر اینکه ساختار یک داستان کوتاه و به‌ویژه فانتزی را می‌شناسد، به‌گونه‌ای این فانتزی‌اش برآیندی از کشمکش‌هایی است که انسان در جامعه مدرن با آن درگیر است. در اندیشه مدرن تضادهای میان والدین از یک‌سو و از سوی دیگر تضادهای جنسیتی که برآمده از تبعیض جنسیتی هزاران ساله میان زن و مرد است، جایی مهم را گرفته‌است. این اندیشه‌ها می‌تواند گاهی در آثار فلسفی و اجتماعی و گاهی در هنر یا ادبیات و داستان خود را بازنمایی کنند.

### آثار تألیف
- ماه می‌خواهد پلنگ را بدزدد، پلنگ می‌خواهد ماه را بدزدد (۱۳۸۴) (انتشارات علمی فرهنگی) (لینک کتاب در سایت خبرگزاری کتاب[۸])
- سارا، مربای سیب و رودخانه[۹] (۱۳۸۷) (انتشارات علمی فرهنگی) (چاپ شده به زبان‌های انگلیسی و ایتالیایی)
- من مامانت را نخوردم (۱۳۸۷) (انتشارات علمی فرهنگی) (چاپ شده به زبان‌های انگلیسی و ایتالیایی)
- بچه غول باید توی مدرسه بماند[۱۰] (۱۳۸۶) (انتشارات علمی فرهنگی) (چاپ شده به زبان‌های انگلیسی و آلمانی)
- ملیکا و گربه‌اش، ماشین گربه با نداره! (۱۳۸۹) (نشر افق) (لینک معرفی در کتابک[۱۱])
- ملیکا و گربه‌اش، غول ده‌کله (۱۳۸۹) (نشر افق)
- ملیکا و گربه‌اش، عروسی گربهٔ ملیکا با خانم مگس (۱۳۸۹) (نشر افق)
- بابای من با سس خوشمزه‌س[۱۲] (مرداد ۱۳۹۱) (نشر شباویز)
- کنیزک و پادشاه (۱۳۹۳) (نشر افق)
- دایره (۱۳۹۳) (نشر آفرینگان)
- از دفترچه خاطرات یک نویسندهٔ زرافه‌نشین[۱۳] (۱۳۹۳) (نشر آفرینگان)
- پریزادان درخت سیب، بر اساس افسانه‌های ایرانی (۱۳۹۱) (نشر افق)
- آموزش‌های داستان‌نویسی مامان‌پیچ برای هیچ (۱۳۹۳) (نشر گل‌آقا)
- کره‌الاغ و دوتا موز قایمکی (۱۳۹۴) (نشر چکه)
- کره‌الاغ و شیر سفید جنگل (۱۳۹۴) (نشر چکه)
- کره‌الاغ و مهمان ناخوانده (۱۳۹۴) (نشر چکه)
- کره‌الاغ و روباه کلاه‌بردار (۱۳۹۴) (نشر چکه)
- کره‌الاغ و مگس ویژویژو (۱۳۹۴) (نشر چکه)
- کره‌الاغ و کله‌های کدویی (۱۳۹۴) (نشر چکه)
- کره‌الاغ و مدرسهٔ سواددارها (۱۳۹۴) (نشر چکه)
- کره‌الاغ و گردن‌بند طلا (۱۳۹۴) (نشر چکه)
- آدامس چهارشنبه‌های خوشبختی (۱۳۹۵) (نشر افق)
- کابوس (۱۳۹۵) (نشر چکه)
- من اچونه‌ام! در روباز کنید! (۱۳۹۵) (نشر هوپا)
- آب‌نبات‌چوبی آویزان و هویج‌های سرگردان (۱۳۹۵) (نشر هوپا)
- ارکستر لباس‌های خیس (۱۳۹۵) (نشر پیدایش)
- توتوله و فضانورد غمگین در اسباب‌بازی‌فروشیِ آقای آرواره (۱۳۹۷) (نشر نردبان)
- سنگریزه‌های بدون اسم (۱۳۹۷) (انتشارات شهر قلم)
- گربهٔ ملوس (۱۳۹۵) (نشر افق)
- داستان‌های دوقلوهای خل و چل (جلد اول) بچهٔ سوراخ، گوسی بع‌بعو و برادران نیوتن (۱۳۹۶)[۱۴]
- داستان‌های دوقلوهای خل و چل (جلد دوم) سوسک نجار، زین‌الدین زیدان و دختر شاه آهنیون (۱۳۹۶)[۱۴]

### آثار ترجمه
- دفترچه‌خاطرات جغد (جلد اول) جشنوارهٔ بالادرختی اِوا / (نویسنده: ربکا الیوت) (۱۳۹۵)
- دفترچه‌خاطرات جغد (جلد دوم) اِوا شبح می‌بیند (نویسنده: ربکا الیوت) (۱۳۹۵)
- دفترچه‌خاطرات جغد (جلد سوم) عروسی در سرزمین درختی (نویسنده: ربکا الیوت) (۱۳۹۵)
- دفترچه‌خاطرات جغد (جلد چهارم) اِوا بال‌قلنبه و هم‌کلاسی تازه‌اش (نویسنده: ربکا الیوت) (۱۳۹۶)
- دفترچه‌خاطرات جغد (جلد پنجم) عید قلب‌های گرم (نویسنده: ربکا الیوت) (۱۳۹۶)
- دفترچه‌خاطرات جغد (جلد اول) خفاشِ نازنازی‌ام گم شده (نویسنده: ربکا الیوت) (۱۳۹۶)
- سریال چهار سابقه‌دار (جلد اول) یورش به زندان شهر سگی (نویسنده: آرون بلیبی) (۱۳۹۷)
- سریال چهار سابقه‌دار (جلد دوم) مأموریت تمام‌عیار (نویسنده: آرون بلیبی) (۱۳۹۷)
- سریال چهار سابقه‌دار (جلد سوم) ضدحملهٔ توپ پشمالو (نویسنده: آرون بلیبی) (۱۳۹۷)
- سریال چهار سابقه‌دار (جلد چهارم) حملهٔ گامبی‌ها (نویسنده: آرون بلیبی) (۱۳۹۷)
- سریال چهار سابقه‌دار (جلد پنجم) گاز و بوهای کهکشانی (نویسنده: آرون بلیبی) (۱۳۹۷)
- سریال چهار سابقه‌دار (جلد ششم) مبارزهٔ بیگانه و دارودستهٔ بدها (نویسنده: آرون بلیبی) (۱۳۹۷)
- سریال چهار سابقه‌دار (جلد هفتم) دایناچی‌چی یا چی‌چی‌سوروس؟ (نویسنده: آرون بلیبی) (۱۳۹۷)

توجه: آثار ترجمهٔ سیدعلی‌اکبر را انتشارات هوپا منتشر کرده‌است.

## جوایز و تقدیرها
- اثر برگزیدهٔ انتشارات علمی فرهنگی برای داستان «ماه می‌خواهد پلنگ را بدزدد…» (۱۳۸۴)
- بهترین داستان مطبوعاتی از سوی کانون پرورش فکری کودکان و نوجوانان برای داستان «بچه غول باید توی مدرسه بماند» (برنده دیپلم افتخار هشتمین جشنواره مطبوعات کودک و نوجوان) (۱۳۸۶)[۱۵]
- بهترین داستان نوجوان از سوی انجمن نویسندگان کودک و نوجوان برای داستان «قصهٔ آن ملخ…» (۱۳۸۶)
- رتبهٔ اول و سوم بهترین داستان کودک از سوی جایزهٔ ادبی اصفهان (وزارت فرهنگ استان اصفهان) برای داستان‌های «اجازه می‌دهید برف ببارد» و «قصهٔ آن ملخ…» (۱۳۸۷)
- رتبهٔ سوم بهترین کتاب کودک از سوی جایزهٔ ادبی اصفهان برای کتاب «بچه غول باید توی مدرسه بماند» (۱۳۸۷)
- رتبهٔ نخست بهترین داستان کودک برای داستان‌های «کریم پری» و «موریانه‌های نقاش و پشه‌های آوازه‌خوان» از سوی انجمن نویسندگان کودک و نوجوان (۱۳۸۸)
- کتاب برگزیدهٔ جایزهٔ ادبی اصفهان برای کتاب «سارا، مربای سیب و رودخانه» (۱۳۸۸)
- رتبهٔ دوم بهترین داستان کودک از سوی جایزهٔ ادبی اصفهان برای داستان «سوراخ» (۱۳۸۸)
- بهترین داستان نوجوان برای داستان «سربازهای کوچک» از سوی انجمن نویسندگان کودک و نوجوان (۱۳۸۹)
- برندهٔ جایزهٔ IBBY از سوی یونیسف و شورای کتاب کودک برای کودکان با نیازهای ویژه برای کتاب «بچه غول باید توی مدرسه بماند» (۱۳۸۹)[۱۶]
- برندهٔ جایزهٔ اول بهترین داستان کودک IBBY (یونیسف و شورای کتاب کودک) برای داستان «بیداری خرگوش‌های سفید» (۱۳۸۹)[۱۷]
- برگزیدهٔ اولین دورهٔ داستان بیهقی برای داستان «کمدی‌کابوس شبانهٔ یک کاسکوی چپ»[۱۸]
- دریافت نشان نقره‌ای (شش لاکپشت پرنده) برای کتاب «بابای من با سس خوشمزه‌ست» از سوی فهرست لاک پشت پرنده، پژوهشنامهٔ ادبیات کودک و نوجوان ۱۳۹۲[۱۹][۲۰]
- کاندیدای داستان طنز مطبوعاتی کانون پرورش فکری کودکان برای داستان «قورباغهٔ قیکی قکمو»
- برنده ۴ لاک پشت پرنده برای نویسندگی کتاب «قصه‌های کره الاغ باهوش» و ۳ لاک پشت پرنده برای ترجمه کتاب «اوهوی گربه‌ها» پاییز ۱۳۹۴[۲۱]
- کاندیدای جایزهٔ کتاب سال شهید غنی‌پور برای کتاب‌های «کره‌الاغ و مهمان ناخوانده» و «کره‌الاغ و روباه کلاه‌بردار»[۲۲] (۱۳۹۵)